# Motril
Motril je město nacházející se v autonomním společenství Andalusie, v provincii Granada, ve Španělsku. Žije zde přibližně 60 tisíc obyvatel.

## Partnerská města
- Agüenit, Západní Sahara
- Albardón, Argentina
- Marple, Spojené království
- Melilla, Španělsko
- Smoljan, Bulharsko[2]

## Vývoj počtu obyvatel
Počet obyvatel